# Robertson Pet
Robertson Pet é uma cidade e uma city municipal council no distrito de Kolar, no estado indiano de Karnataka.

## Demografia
Segundo o censo de 2001, Robertson Pet tinha uma população de 141 294 habitantes. Os indivíduos do sexo masculino constituem 50% da população e os do sexo feminino 50%. Robertson Pet tem uma taxa de literacia de 81%, superior à média nacional de 59,5%: a literacia no sexo masculino é de 85% e no sexo feminino é de 77%. Em Robertson Pet, 10% da população está abaixo dos 6 anos de idade.